# Polizeiruf 110: Jutta oder Die Kinder von Damutz
Jutta oder Die Kinder von Damutz ist ein deutscher Kriminalfilm von Bernd Böhlich aus dem Jahr 1995. Der Fernsehfilm erschien als 178. Folge der Filmreihe Polizeiruf 110.

## Handlung
Die zweifache Mutter Jutta arbeitet in einem Warenversandhaus in der Nähe ihrer Heimatstadt Damutz. Männer verehren sie und so hat sie auch diesmal keine Mühe, ein stark gemustertes Kleid als vermeintliche Retoure für sich zur Seite zu legen. Sie hat viel vor: Am nächsten Tag ist eine Brückeneinweihung in Damutz; zudem erwartet sie den Vater ihres Sohnes Roland, Herbert Melchior, und dessen Frau Edda im Ort, da sie in zwei Tagen mit ihrem Freund Uwe Rockstroh zu einem zweiwöchigen Urlaub nach Mallorca aufbrechen will. Herbert soll seinen Sohn in dieser Zeit erstmals zu sich nehmen, da Oma Emmi Pahl sich weigert, beide Kinder zwei Wochen lang allein zu betreuen. Emmi vertritt zudem die Meinung, dass sie sich jahrelang um beide Kinder gekümmert hat und nun auch einmal Herbert seinen Teil dazu beitragen soll. Dieser hatte einst seine Frau mit Jutta betrogen und Edda hat ihm dies nie verziehen. Von Roland will Edda nichts wissen, daher kommen beide nach Damutz, um Jutta zu sagen, dass sie das Kind nicht bei sich aufnehmen werden.
Jutta bringt Herbert und Roland kurz nach ihrer Ankunft zusammen. Herbert schenkt seinem Sohn einen Fotoapparat. Er sieht sich außerstande, Jutta zu sagen, dass er und Edda Roland nicht aufnehmen werden, zumal Herbert selbst nichts gegen etwas Zeit mit seinem Sohn hätte. Die unnachgiebige Haltung seiner Frau und ihre Vorwürfe über den mehrere Jahre zurückliegenden Seitensprung zermürben Herbert und führen ihn schließlich dazu, sich noch in Damutz von seiner Frau zu trennen. Mit Roland verbringt er schöne Stunden am Weiher, wo beide Papierschiffchen fahren lassen. Ganz Damutz feiert unterdessen die Brückeneinweihung mit einem großen Fest, wobei es zu Spannungen zwischen Jutta, Uwe und der blonden Elvira Batzke kommt, auf deren Flirts sich Uwe einlässt.
Juttas Tochter Sabine alarmiert ihre Mutter, dass Roland verschwunden sei. Eine Suchaktion beginnt, doch informiert Emmi Pahl anonym die Polizei und weist auf den Fundort von Rolands Leiche hin. Sie treibt im Weiher. Hauptkommissarin Tanja Voigt kann aufgrund der massiven Verletzung am Hinterkopf einen Mord nicht ausschließen. Da auch Sabine verschwunden ist, die Jutta bei der Suche nach Roland geholfen hat, verdächtigen die Einwohner von Damutz den stummen Schäfer Alfred als Täter. Er war einst mit einem Kind verschwunden, auch wenn beide wiedergefunden wurden und dem Kind nichts fehlte. Tanja Voigt findet bei Alfred eine Kinderstrickjacke und nimmt ihn in Gewahrsam. Erst nach einer Weile erfährt sie, dass Alfred im Winter im Gebäude der Damutzer Bäckerei wohnt; im Haus kann Sabine gefunden werden, die versichert, dass Alfred ihr nichts getan habe. Ärztliche Untersuchungen bestätigen dies und Alfred, der zwischenzeitlich einen Selbstmordversuch unternommen hat, kommt frei.
Auch Herbert Melchior gilt als verdächtig, ließ er doch einen Taschenkalender, mit dessen Seiten er die Schiffchen für Roland gebaut hatte, verschwinden. Er gibt an, mit Roland am Weiher gewesen zu sein, jedoch unbemerkt von dem Jungen fortgegangen zu sein, da er ihm die Wahrheit – seine durch Edda erzwungene Abneigung ihm gegenüber – nicht gestehen wollte. Im Wasser wird kurz darauf Rolands Fotoapparat gefunden. Drogist Heinze entwickelt nach und nach die Bilder, wodurch Herbert entlastet wird. Er verschwand nicht unbemerkt, wie er vermutet hatte, sondern wurde von Roland beim Weggehen abgelichtet.
Sabine erscheint bei Tanja Voigt und gesteht, ihren Bruder ins Wasser gestoßen zu haben. Sie habe ein Märchen gelesen, in dem dem Kind so alles kommende Böse erspart geblieben ist. Alfred habe sie vor der Polizei verstecken wollen. Das letzte Foto von Roland zeigt jedoch Juttas auffälliges Kleid, das sie auf ihrer Arbeitsstelle an sich genommen hatte. Tanja Voigt passt Jutta am Flughafen ab, wollte sie doch trotz allem nach Mallorca reisen. Auf dem Revier gibt Jutta zu, Roland am Abend gefunden zu haben. Als sie ihn am Arm gezogen habe, um ihn mitzunehmen, habe er sich losgerissen und sei hintenüber ins Wasser gefallen. Er habe sich nicht mehr geregt, weswegen sie zurück zum Fest gegangen sei. Aus früheren Befragungen weiß Tanja Voigt zudem, dass Emmi Pahl die Leiche kurz darauf im Weiher schwimmen sah und daher anonym die Polizei benachrichtigte. Jutta wird abgeführt, auch wenn Tanja Voigt Mitgefühl zeigt. Sabine kehrt allein nach Damutz zurück, aus dem immer mehr Menschen weggehen und wo am Ende, nach ihren Worten, nur Roland zurückbleibe.

## Produktion
Jutta oder Die Kinder von Damutz beruht auf dem gleichnamigen Bühnenstück von Helmut Bez, der auch am Drehbuch beteiligt war. Im Stück, das 1980 uraufgeführt wurde, hatte Dagmar Manzel bereits die Rolle der Jutta verkörpert. Der Film wurde im Sommer 1995 gedreht. Die Kostüme schuf Christine Zartmann, die Filmbauten stammen von Eduard Krajewski. Der Film erlebte am 3. Dezember 1995 in der ARD seine Fernsehpremiere. Die Zuschauerbeteiligung lag bei 16,2 Prozent.
Es war die 178. Folge der Filmreihe Polizeiruf 110. Tanja Voigt ermittelte in ihrem 6. Fall. Es war das Filmdebüt der damals 12-jährigen Luise Helm, die hier als Juttas Tochter Sabine zu sehen ist.

## Kritik
„Deprimierend, mit passabler Spannung“, fasste TV Spielfilm zusammen. Die Süddeutsche Zeitung zog Parallelen zu US-amerikanischen Filmen, so erinnerten „die weiten, landschaftsbetonten Bilder des Regisseurs Bernd Böhlich […] an amerikanische Road Movies. Damutz klingt zwar nicht unbedingt nach Paris, Texas, hat damit aber in Böhlichs Inszenierung viel zu tun: Schöne Gegend, aber so verkommene Menschen, daß es nur die Härtesten dort hält.“
Peter Hoff bezeichnete den Film Polizeiruf 110: Jutta oder Die Kinder von Damutz als einen Außenseiter der Polizeiruf-Reihe. Er sei weniger ein Kriminal- als ein Frauenfilm, da nur die Frauen Individualität hätten.